# Watuprapat
Watuprapat is een bestuurslaag in het regentschap Pasuruan van de provincie Oost-Java, Indonesië. Watuprapat telt 3944 inwoners (volkstelling 2010).